# Глобальна політика
Глобальна політика (англ. Global politics) — це наукова дисципліна, що досліджує однойменне явище  — політичні і економічні моделі планети. Ця дисципліна досліджує зв'язки між містами (глобальне місто), національними державами (держава-нація), транснаціональними корпораціями (ТНК), неурядовими (НУО) міжнародними урядовими організаціями, як суб'єктами політики планетарного рівня.
Англомовні дослідники стверджують, що дисципліну «глобальна політика» слід відрізняти від дисципліни «міжнародна політика», представники якої прагнуть зрозуміти відносини між державами-націями (національними державами) і отже, має вужчий обсяг свого об'єкта і предмета дослідження.
Подібно, дисципліна «міжнародні відносини» (її теорія та історія) прагнуть зрозуміти, в першу чергу, економічні і політичні (особливо дипломатичні) стосунки між «національними державами», які виникли після європейського Вестфальського миру (з 1648 р.) і між політичними утвореннями, які їм передували. Відповідно, ці дисципліни є вужчими, ніж дисципліна «глобальна політика» (її теорія та історія) як і її предмет.
Поточні теми обговорень в рамках дисципліни включають дослідження проблемː глобалізації і вирішення міждержавних та міжетнічних конфліктів, глобальної демократії, впливу глобалізації на національне самовизначення, демократизацію і мир, аналіз порівняльної політики, політичної економії й міжнародної політичної економії довкілля.

## Визначення
З кінця 1800-х рр. декілька груп мислителів, зокрема, філософів і науковців, намагались розширити поняття «політичної спільноти», охопивши ним більшість людства або й усе людство і вийти тим самим поза межі вужчої політичної спільноти в рамках національної держави. До числа цих «інтернаціоналістів», на думку англомовних дослідників, в першу чергу можна віднести філософів і науковців лівих поглядів — марксистів, а також політичних активістів — захисників прав людини і довкілля, борців за мир, феміністок і далітів (представників т. зв. недоторканих або реєстрових каст Індії). Це загальний напрям мислення щодо глобальної політики.

## Дебати
Посилення глобалізації призвело деяких мислителів до припущення про те, що держави вже не мають відношення до глобальної політики. Ця точка зору стала предметом дискусії: натомість, інші коментатори стверджують, що держави залишається істотними в глобальній політиці. Вони сприяли глобалізації; вона не ліквідує їх. Вони омолоджується, бо, серед іншого, вони як і раніше залишаються основними джерелами (військової) безпеки на арені планети; як і раніше мають першорядне значення як місце для висловлення думки (процедурно демократичної) національних громад, а також для впорядкування їх взаємодії з аналогічними політіями; і, нарешті, вони необхідні для відносин (нерівного) економічного обміну, оскільки узаконюють і забезпечують дотримання глобальних правових рамок, які дозволяють глобалізацію в першу чергу

## Дослідники
Серед філософів, які намагаються підвести систематичну методологію під дослідження глобальної політики можна виділити учня Карла Поппера — ізраїльського філософа Джозефа (Йосе́фа) Агассі. З точки зору цього філософа вимоги до діячів глобальної політики мають бути мінімалістичнимиː найменші зміни можуть спричинити значні планетарні зрушення в тривалій перспективі. На його думку глобальні проблеми слід виносити на громадське обговорення на різноманітних форумах задля досягнення компромісу щодо їх змісту і способу вирішення. У свою чергу найважливіші глобальні проблеми мають вирішуватись певним числом учасників.
Також серед дослідників виділяють Джорджа (Єжи) Модельскі — американського політолога, який розробляє концепцію довгих циклів глобальної політики (циклів гегемонії) і викликаної ними еволюції глобальної політичної системи. На думку цього дослідника розвиток глобальної політики зумовлений тривалими циклами економічного розвитку — циклами Кондратьєва.
Глобальна політика — це скоординована діяльність держав, впливових міждержавних інститутів по вирішенню спільних, глобальних проблем людства — запобігання застосування і поширення зброї масового знищення, особливо ядерної, боротьба з небезпечним забрудненням планети, глобальним потеплінням, боротьба з бідністю, з організованою наркоторгівлею, з міжнародним тероризмом, поширенням небезпечних хвороб тощо.
Єдино прийнятний курс глобальної політики для XXI ст. має засновуватись на принципах міжнародного права та міжнародної ввічливості, мирного співіснування та співробітництва, позитивних наслідках процесів глобалізації, які роблять весь світ «єдиним домом» — Космополісом.